# Heat (Beyoncé)
Heat è il terzo EP della cantante statunitense Beyoncé, pubblicato nel febbraio 2010 dalla Columbia Records. Pubblicato per promuovere la prima fragranza della cantante, Heat, l'album contiene una cover della celebre canzone che è stata anche pubblicata come singolo su iTunes l'8 febbraio 2010.

## Il disco
Heat fu pubblicato per promuovere la prima fragranza di Beyoncé, Heat, nel Regno Unito. L'EP venne pubblicato con una bottiglia omaggio del profumo, da 50ml.
Tra i cinque brani dell'EP, è presente una reinterpretazione del singolo Fever di Little Willie John, pubblicata per il download digitale l'8 febbraio 2010 e accompagnata da un videoclip per la televisione, censurato in molti paesi.

## Tracce
1. Fever – 3:33
2. At Last (Karmatronic Remix) – 7:38
3. Broken-Hearted Girl (Catalyst Remix) – 4:55
4. Satellites (Karmatronic Remix) – 7:19
5. Smash Into You (Lost Daze Remix) – 6:21